# Zygodon apiculatus
Zygodon apiculatus är en bladmossart som beskrevs av Redfearn 1967. Zygodon apiculatus ingår i släktet ärgmossor, och familjen Orthotrichaceae. Inga underarter finns listade i Catalogue of Life.